# امكالة (امكالة)
امكالة هو دُوَّار يقع بجماعة أمكالة، إقليم السمارة، جهة العيون الساقية الحمراء في المملكة المغربية. ينتمي الدوّار لمشيخة امكالة التي تضم دوار واحد. يقدر عدد سكانه بـ 860 نسمة حسب الإحصاء الرسمي للسكان والسكنى لسنة 2004.

## روابط خارجية
- البوابة الوطنية للجماعات الترابية
- المندوبية السامية للتخطيط